# Unsplash
Unsplash è un sito web dedicato alla condivisione di fotografie con licenza Unsplash.
Il sito web vanta oltre 110.000 fotografi contributori e genera oltre 11 miliardi recensioni fotografiche al mese sulla loro crescente libreria di oltre 1,5 milioni di foto. Unsplash è stato citato come uno dei principali siti web di fotografia al mondo da Forbes, Entrepreneur Magazine, CNET, Medium e The Next Web.
Unsplash consente ai fotografi di caricare foto sul proprio sito web, che vengono curate da un team di editor di fotografia. Le leggi sul copyright delle foto presenti sul sito hanno portato Unsplash a diventare uno dei maggiori fornitori di fotografia su Internet, le foto dei membri di Unsplash appaiono frequentemente su numerosi articoli.
Unsplash originariamente utilizzava la licenza Creative Commons CC0 per la fotografia caricata sul suo sito web. A giugno 2017, Unsplash ha cambiato la licenza che utilizza con la propria licenza personalizzata, la licenza Unsplash.
A partire dal 18 febbraio 2018, Unsplash ha modificato le condizioni di licenza per limitare la vendita di fotografie senza prima aggiornare, modificare oppure incorporare nuovi elementi creativi nelle foto, vietando la vendita di copie inalterate, inclusa la vendita delle foto stampate su beni fisici.
A dicembre 2019 è stato lanciato Unsplash for Brands, in cui gli inserzionisti possono condividere immagini con il loro marchio su Unsplash.